# Jean-François Arnould
Jean-François Arnould egentligen Mussot, född 1734 i Besançon, död 1795 i Paris, var en fransk skådespelare och teaterförfattare. 
Arnould var verksam vid teatern Ambigu-comique i Paris, där han införde pantomimbaletten, som gjorde stormande lycka. 